# پوئم سمفونیک
منظومه صوتی یا پوئم سمفونیک (به فرانسوی: Poème symphonique، به آلمانی: Tondichtung یا Sinfonische Dichtung) قطعه‌ای از موسیقی ارکسترال است که معمولاً در یک موومان ساخته می‌شود و محتوای یک شعر، داستان کوتاه، رمان، نقاشی، منظره، چشم‌انداز یا هر منبع الهام دیگری غیر از موسیقی را بدون آواز، ترسیم یا توصیف می‌کند.
اصطلاح «منظومه صوتی» برای اولین بار توسط آهنگساز کارل لوه در سال ۱۸۲۸ مورد استفاده قرار گرفته‌است و فرانتس لیست برای اولین بار از اصطلاح «پوئم سمفونیک» برای ۱۳ اثر خود استفاده کرد.
موومانِ پوئم سمفونیک‌ها ممکن است در اندازه و مقیاس موومان‌های سمفونی یا حتی به اندازهٔ طولِ کلِ یک سمفونی باشند، اما برخلاف موسیقی کلاسیک تابع فرم و شکل سنتی آن مانند سونات نیستند، پوئم سمفونیک منبع الهام بخشیدن و کمک به شنوندگان است برای تصور یا در نظر گرفتن تصاویر و ایده‌های خاص، تا خلق و خوی احساسی رمانتیسم را درک کنند.
اصطلاح «پوئم سمفونیک» و «منظومه صوتی» غالباً به‌طور متناوب مورد استفاده قرار می‌گیرند، برخی از آهنگسازان مانند ریشارد اشتراوس و ژان سیبلیوس اصطلاح دوم را برای آثار خود ترجیح داده‌اند. پوئم سمفونیک می‌تواند به تنهایی یک اثر مستقل باشد (مانند آثار ریشارد اشتراوس) یا در قالب یک مجموعه مانند سوئیت (شهرزاد اثر ریمسکی کورساکف) قرار گیرد.

## تاریخچه
پوئم سمفونیک را می‌توان یکی از علل پیدایش فرم آزاد دانست که بعد از موسیقی توصیفی و موسیقی داستانی به‌وجود آمد. تا قبل از آن موسیقی توصیفی فقط در قالب فرم قابل طرح بود و اولویت با موسیقی مطلق بود و اعتقاد داشتند زیبایی داستان یا توصیف یک موضوع، ارتباطی با حسن و کمال موسیقی ندارد و به همین منظور نباید داستان را بهانه‌ای برای تغییر فرم موسیقی قرار داد. در آن زمان علاقهٔ مردم به شنیدن موسیقی مطلق و فرمال زیاد بود. به همین دلیل مخاطبان، سمفونی شماره ۶ اثر بتهوون را در گام نخست یک سمفونی می‌پنداشتند تا یک داستان روستایی که نامیده می‌شد. اما به مرور آهنگسازان جرئت یافتند به خاطر حوادث داستان، فرم موسیقی را تغییر دهند و در قرن نوزدهم فرم آزاد «پوئم سمفونیک» به‌وجود آمد و تثبیت شد.
اصطلاح «پوئم سمفونیک» به فرانتس لیست نسبت داده می‌شود و به همین منظور ۱۳ قطعهٔ خود را با این عنوان نامگذاری کرد. وی اعتقاد داشت با رعایت فرم نمی‌توان یک توصیف شاعرانه را به نحو شایسته‌ای بیان کرد. وی با این هدف سمفونی‌های تک موومانی ساخت و منتشر کرد که آهنگسازان دیگری چون: سن سانس، سزار فرانک، پیتر چایکوفسکی، بدریخ اسمتانا و آهنگسازان بسیاری راه او را دنبال کردند و توسط آهنگسازانی مانند ریشارد اشتراوس کامل‌تر و باشکوه‌تر ادامه یافت. به عنوان مثال پوئم سمفونیک‌ها شبیه یک موومان از سمفونی بود ولی پوئم سمفونیک‌های اشتراوس مساوی با یک سمفونی کامل است و ارزشی برابر با آن دارد.

## برخی آثار
از آثار شاخص پوئم سمفونیک می‌توان به قطعه‌های زیر اشاره کرد:
- «مرگ و استحاله» و چنین گفت زرتشت، اثر: ریشارد اشتراوس.
- بعداز ظهر یک دیو، اثر: کلود دبوسی.
- شب دگرگون، اثر: آرنولد شونبرگ.
- شبی بر فراز کوه سنگی، اثر: مودست موسورگسکی.
- «مولداوا» (از مجموعهٔ میهن من)، اثر: بدریخ اسمتانا.
- رقص مردگان، اثر: سن سانس.
- شهرزاد، اثر: ریمسکی کورساکف.
- فینلاندیا، اثر: ژان سیبلیوس.
- رومئو و ژولیت، اثر: پیوتر ایلیچ چایکوفسکی.